# Українське орнітологічне товариство імені К. Ф. Кесслера
Орнітологічне товариство імені К. Кесслера (ОТК) — наукове товариство, яке створене й існує як об'єднання громадян з метою вивчення птахів і популяризації знань про природу.

## Історія створення і музей товариства

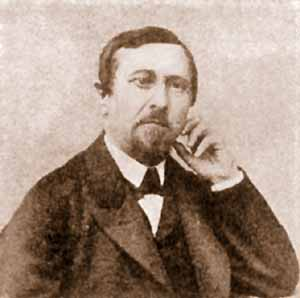
Карл Кесслер (1815—1881) — зоолог, на честь якого названо Українське орнітологічне товариство.

Товариство започатковане В. Артоболевським 1908 року в Києві як «Орнітологічне товариство імені К. Кесслера».
Певний час мало назву (часто згадувалося як) «Київське орнітологічне товариство».
Секретарем товариства був Едуард (Микола) Шарлемань, студент Артоболевського, в майбутньому активний дослідник фауни України Микола Шарлемань.
Товариство діяло в рамках Українського наукового товариства (УНТ).
1914 року Товариство стало відомим завдяки проведенню виставки «Охорона природи», а 1915 року — завдяки курсам з проведення екскурсій у природу, які були організовані при Педагогічному музеї.
Взимку 1915—1916 років в час І Світової війни музей товариства дуже постраждав, оскільки в його приміщенні було влаштовано шпиталь.
1918 року припинило свою діяльність у зв'язку зі створенням Української Академії Наук і фактичним розгоном УНТ.
При товаристві були цінні колекції, з яких формувався Музей ОТК.

## Товариство у ІІ половині ХХ ст

Михайло Воїнственський — один з активних організаторів роботи товариства у радянський час.

У 1984 році діяльність товариства відновлено. Воно стало діяти при Академії наук УРСР і його керівні органи базувалися в Інституті зоології АН УРСР. Його організатором у цей час був Михайло Воїнственський, доктор наук, завідувач відділу фауни та систематики хребетних Інституту зоології АН УРСР.
У подальшому товариство продовжувало діяти і формально існує при Інституті зоології НАН України.

## Сучасний період
Товариство зареєстровано в Мінюсті 02.06.1994. За реєстраційними даними, доступними в інтернеті, відповідальна особа при реєстрації від товариства — Микола Клєстов, президент товариства — М. А. Воїнственський.
1996 року УОТ видало том своїх праць під назвою: «Праці Українського орнітологічного товариства. Том 1» (Київ, 1996). У цьому томі було вміщено і статтю з нагоди 80-річчя Михайла Воїнственського. Наступні випуски праць товариства (том 2 тощо) невідомі.
В різний час існувало чотири осередки (відділення) УОТ:
- центральне, «Українське орнітологічне товариство ім. К. Ф. Кесслера» (в Києві, при Інституті зоології НАНУ)
- «Північно-східне відділення Українського орнітологічного товариства ім. К. Ф. Кесслера» (Харків, біофак ХНУ)
- Азово-Чорноморська орнітологічна робоча група, діяльність якої координується Міжвідомчою Азово-Чорноморською орнітологічною станціією (м. Мелітополь, Мелітопольський ДПУ ім. Б.Хмельницького та Інститут зоології ім. І.І Шмальгаузена)
- західне відділення товариства у 2004 році виокремилось в самостійну організацію ЗУОТ (Західноукраїнське орнітологічне товариство[2], Львів, ДПМ).

Останні збори товариства на базі центрального осередку відбулися 1999 р., коли в керівники товариства було обрано Валентина Серебрякова (президент). Попередній секретар Товариства, Гліб Гаврись, не передав справи Товариста (документи реєстрації, оригінал затведженого Статуту, протоколи засідання Ради товариства, фінанси та матеріальні цінності), що не дало можливості здійснення подальшої діяльності Товариства. На сьогодні жодної активності з боку центральних інституцій Академії наук не відомо, і інтернет-пошук засвідчує припинення життя центрального осередку товариства після зібрання 1999 року.
Попри це, багато хто з дослідників у відомостях про себе і дотепер зазначають, що є членами Орнітологічного товариства імені К. Кесслера з певного року (напр., на сайті кафедри зоології Криворізького педагогічного університету)
Після згасання роботи центрального осередку львівський та харківський осередки товариства діють цілком автономно.
Зокрема, 2009 року північно-східне (Харківське) відділення товариства провело конференцію «Читання пам'яті Олександра Крапивного» і видало відповідний том наукових праць, в якому зазначено, що видання підготовлено силами цього товариства. Це одна з останніх відомих акцій чи подій, в яких згадане товариство імені К. Кесслера.
Західний орнітологічний осередок став потужною громадською організацією, діяльність якої висвітлена на сайті ЗУОТ.

## Відомі члени товариства
Відомими членами УОТ в різний час були і є:
- Артоболевський Володимир Михайлович — керівник УОТ у 1900—1910-ті роки
- Банік Михайло Вікторович — один з активних членів східноукраїнського відділення
- Бокотей Андрій Андрійович — керівник західноукраїнського відділення, у подальшому — Західноукраїнського орнітологічного товариства
- Воїнственський Михайло Анатолійович — керівник УОТ у 1950—1980-ті роки
- Зубаровський Віталій Михайлович
- Кістяківський Олександр Богданович
- Клєстов Микола Леонардович — керівник УОТ у 1990—2000-ні роки
- Милобог Юрій Валерійович
- Серебряков Валентин Валентинович — президент УОТ у 1999 р. (останній)
- Шарлемань Микола Васильович — секретар УОТ у 1900—1910-ті роки